# Naćmierz (powiat łobeski)
Naćmierz – osada w północno-zachodniej Polsce, położona w województwie zachodniopomorskim, w powiecie łobeskim, w gminie Resko; około 1,5 km na północ od źródła rzeki Mołstowy, prawego dopływu Regi.
W latach 1975–1998 miejscowość administracyjnie należała do województwa szczecińskiego.
Dawna wieś słowińska, ulicówka z zagrodami o kształcie wielkich czworoboków.
W 2007 roku zmieniono nazwę osady z Nacmierz na Naćmierz.

## Zabytki
- dwór z XVIII w. i park dworski[6], dwór parterowy, kryty dachem naczółkowym, rozbudowany ok. 1850 o boczną wieżę z hełmem ostrosłupowym[7].